# Нојмаген-Дрон
Нојмаген-Дрон (њем. Neumagen-Dhron) општина је у њемачкој савезној држави Рајна-Палатинат. Једно је од 107 општинских средишта округа Бернкастел-Витлих. Према процјени из 2010. у општини је живјело 2.263 становника. Посједује регионалну шифру (AGS) 7231092.

## Географски и демографски подаци
Нојмаген-Дрон се налази у савезној држави Рајна-Палатинат у округу Бернкастел-Витлих. Општина се налази на надморској висини од 130 метара. Површина општине износи 16,3 km². У самом мјесту је, према процјени из 2010. године, живјело 2.263 становника. Просјечна густина становништва износи 139 становника/km².

## Међународна сарадња
| Мјесто | Држава    | Врста сарадње | Од    |
| ------ | --------- | ------------- | ----- |
|        | Француска | партнерство   | 1979. |
| Извор  |           |               |       |